# Antonio Scavone
Antonio Fabio Maria Scavone (Catania, 16 novembre 1956) è un politico italiano.
Antonio Scavone, medico radiologo, è attualmente direttore medico di struttura complessa di Radiologia dell'ospedale Garibaldi di Catania.

## Biografia
Da oltre 25 anni è ai vertici della professione medica nel settore della Sanità pubblica. È stato, prima, Aiuto responsabile del servizio di Radiologia all'ospedale Rinaldi di Vizzini e poi dirigente di primo livello del servizio di Radiologia del presidio ospedaliero S. Luigi di Catania. Primario dal 2000 della Radiologia del presidio ospedaliero di Biancavilla, dal 2003, ha guidato, come direttore medico e capo dipartimento, la struttura complessa di Radiologia del presidio ospedaliero Garibaldi di Catania. 

### Attività politica
Consigliere comunale di Catania dal 1985 al 1992 nella DC e per un periodo anche assessore comunale ai Lavori pubblici e alla Sanità. Nel 1991 è assunto come "aiuto" di radiologia all'ospedale di Vizzini.
Alle elezioni politiche del 1992 viene eletto alla Camera dei Deputati, nelle liste della Democrazia Cristiana, nella circoscrizione di Catania (comprendente le province di Catania, Messina, Siracusa, Ragusa, Enna), ottenendo 30.000 preferenze. A Montecitorio prima fa parte della commissione Giustizia e poi di quella Lavoro
Nel novembre 1993 è candidato a sindaco di Catania nella lista "DC-Riformisti" e ottiene il 12,26%, non andando al ballottaggio.
Nel gennaio 1994 aderisce al Partito Popolare Italiano e ad aprile termina l'esperienza parlamentare. 
Nel 1995 abbandona il PPI e aderisce al Centro Cristiano Democratico, con cui confluisce nel 2002 nell'Unione di Centro. Vicino a Raffaele Lombardo, nel 2003 è assessore comunale al Personale nella giunta Scapagnini.
Nel 2005 lascia l'UDC e aderisce al Movimento per le Autonomie.
Dal 2005 al 2009 ha ricoperto l’incarico di direttore generale dell’Usl 3 di Catania, nominato dalla giunta regionale.
Grazie ad un accordo tra MpA e PdL alle elezioni politiche del 2013 viene eletto al Senato della Repubblica, in virtù della candidatura nelle liste del Popolo della Libertà nella circoscrizione Sicilia. Torna così in Parlamento dopo più di vent'anni dalla prima esperienza alla Camera.
Assieme all'altro senatore dell'MpA Giuseppe Compagnone, si iscrive al gruppo parlamentare di centro-destra Grandi Autonomie e Libertà.
Il 29 luglio 2015 abbandona il gruppo GAL per aderire ad ALA - Alleanza Liberalpopolare-Autonomie, gruppo parlamentare nato per sostenere il governo Renzi.
Il 22 dicembre 2017 abbandona il gruppo ALA ed aderisce a Noi con l'Italia, nuovo gruppo parlamentare costituito dai senatori della cosiddetta "quarta gamba" del centro-destra.
Non è più ricandidato alle elezioni politiche del 2018 e torna capo Dipartimento di radiologia all’azienda ospedaliera "Garibaldi" di Catania.
Il 20 febbraio 2019 è nominato assessore alla Famiglia e al Lavoro dal presidente della Regione Siciliana Nello Musumeci, in quota MpA.
Nel maggio 2020 l'Assemblea regionale siciliana respinge una mozione di censura nei suoi confronti, presentata dal M5s.